# Młotkowice
Młotkowice is een plaats in het Poolse district  Konecki, woiwodschap Święty Krzyż. De plaats maakt deel uit van de gemeente Ruda Maleniecka en telt 440 inwoners.